# Joaquín Ruiz Vernacci
Joaquín Ruiz Vernacci (Madrid, 1892 - 1975) fue un fotógrafo español. 

## Biografía
Comenzó su actividad fotográfica en 1911, publicando sus fotos en el diario La Tribuna y los semanarios La Esfera y Mundo Gráfico. Son famosas sus vistas de paisajes que se publicaron en la Geografía de España de la Editorial Labor en 1927.
Sus fotos formaron parte también de las guías que editó el Patronato Nacional de Turismo. De ahí que estén incluidas en el Catálogo Monumental de España creado por el Ministerio de Cultura. 

## Archivo Ruiz Vernacci
Vernacci destaca por haber comprado el antiguo Archivo Laurent en 1930, constituido por los fondos de J. Laurent, J. Lacoste, J. Roig y N. Portugal. Estas imágenes unidas a sus propias fotografías van a formar el Archivo Ruiz Vernacci, uno de los fondos fotográficos más importantes de la España de finales del siglo XIX y principios del XX.
En 1976 dicho archivo, constituido por más de 40.000 negativos, fue adquirido por el Estado español. Este Archivo se encuentra en el Instituto del Patrimonio Cultural de España (del Ministerio de Cultura), en la Ciudad Universitaria de Madrid.
El Archivo General de la Administración del Estado sito en Alcalá de Henares conserva, entre otros, los fondos fotográficos del Patronato Nacional de Turismo y de la Dirección General de Turismo. Estos fondos contienen un gran número de fotografías de las gentes, paisajes y monumentos de España correspondientes al periodo 1928-1970. Uno de los fotógrafos mejor representados es Ruiz Vernacci, del cual podemos ver fotografías antiguas, de los años 1928 a 1936, de: Ávila, Barcelona, Burgos, Cáceres, Cantabria, Ciudad Real, Coruña, Granada, Guadalajara, Jaén, La Rioja, León, Madrid, Navarra, Palencia, Salamanca, Sevilla, Valladolid y Zaragoza.
Además las fotos de Ruiz Vernacci ilustraron numerosas veces periódicos como el  ABC y la revista Blanco y Negro. Se dedicó también con interés a los temas taurinos publicando frecuentemente en la revista Arte Taurino.